# جان ایکه
جان ویکتور ایکه (سوئدی: John Wicktor Eke؛ زادهٔ ۱۲ مارس ۱۸۸۶ - درگذشت ۱۱ ژوئن ۱۹۶۴ پنسیلوانیا) یک دوندهٔ دو استقامت اهل سوئد بود که در رشتهٔ ۱۰۰۰۰ متر مردان در مسابقات دو و میدانی در بازی‌های المپیک تابستانی ۱۹۱۲، موفق به کسب مدال طلا شد.
پس از موفقیت در مسابقات المپیک ۱۹۱۲، ایکه به نیویورک مهاجرت کرد.